# Sarga (arbre)
La sarga (Salix eleagnos) és una espècie d'arbust caducifoli que pertany a la família de les salicàcies. També rep el nom de sarguer, sarguera, sàlic o verga.

## Descripció
La sarga pot arribar a mesurar fins a 6 m d'altura. Té les fulles linears, unes 10 vegades tan llargues com amples, amb el revers cobert d'un toment blanc intricat. Les seves branques són primes i flexibles. Les fulles són de marge revolut, el fruit és una càpsula glabra, amb les llavors guarnides amb pèls sedosos per facilitar-ne la dispersió. Floreix de febrer a abril.

## Distribució i hàbitat
En salzedes de les ribes de rius i rieres, sovint dominat. Als Països Catalans manca només a les Balears, viu des del nivell del mar als 1700 m d'altitud. La seva distribució és latesubmediterrània (ultrapassa una poc la zona mediterrània i submediterrània, ja que també arriba a part de l'Europa Central). La subespècies ssp, angustifolia és íbero-occitana. A la península Ibèrica és freqüent especialment en la meitat oriental i septentrional. Manca a Portugal.

## Taxonomia
Populus eleagnos va ser descrit per Giovanni Antonio Scopoli i publicat a Flora Carniolica, Editio Secunda 2: 257, l'any 1772.
Sinonímia
- Salix incana Schrank[9]